# Tourly
Tourly ist eine französische Gemeinde mit 171 Einwohnern (Stand 1. Januar 2022) im Département Oise in der Region Hauts-de-France. Die Gemeinde liegt im Arrondissement Beauvais und ist Teil der Communauté de communes du Vexin Thelle und des Kantons Chaumont-en-Vexin.

## Geographie
Die Gemeinde liegt rund 8,5 Kilometer südöstlich von Chaumont-en-Vexin und südlich des Canal de Marquemont, der den Oberlauf der Troësne bildet.

## Einwohner
| 1962 | 1968 | 1975 | 1982 | 1990 | 1999 | 2006 | 2011 |
| ---- | ---- | ---- | ---- | ---- | ---- | ---- | ---- |
| 98   | 121  | 112  | 121  | 163  | 167  | 194  | 172  |

## Verwaltung

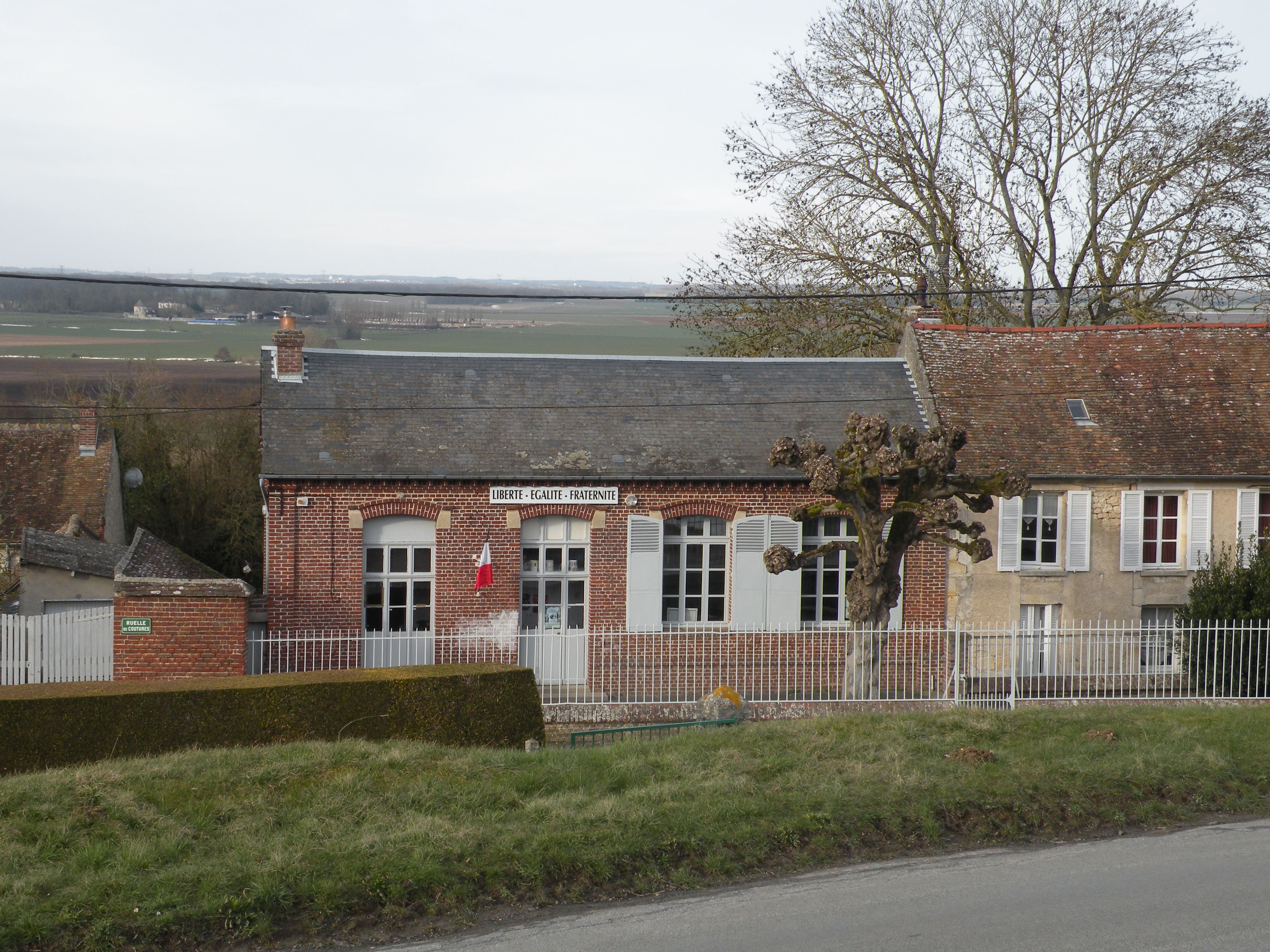
Die Mairie

Bürgermeister (maire) ist seit 2001 Jean-Jacques Godard.

## Sehenswürdigkeiten
- Kirche Saint-Clair[1]
- Schloss